# Diego González (argentyński piłkarz)
Diego Hernán „Pulpo” González (ur. 9 lutego 1988 w Lomas de Zamora) – argentyński piłkarz występujący na pozycji środkowego pomocnika, obecnie zawodnik Racing Clubu.
Jego brat Sebastián González również jest piłkarzem.

## Kariera klubowa
González jest wychowankiem zespołu Club Atlético Lanús, do którego seniorskiej drużyny został włączony jako dziewiętnastolatek przez szkoleniowca Ramóna Cabrero. W argentyńskiej Primera División zadebiutował 12 sierpnia 2007 w zremisowanym 1:1 spotkaniu z Huracánem, początkowo pełniąc jednak rolę rezerwowego. Już w swoim premierowym, jesiennym sezonie Apertura 2007 zdobył ze swoim klubem pierwszy w jego historii tytuł mistrza Argentyny. Pierwsze gole w najwyższej klasie rozgrywkowej strzelił natomiast 1 marca 2008 w przegranej 2:3 konfrontacji z Olimpo, dwukrotnie wpisując się na listę strzelców. Już kilka miesięcy później został podstawowym piłkarzem Lanús, jednak później chwilowo stracił miejsce w wyjściowym składzie, wobec czego w lipcu 2010 udał się na wypożyczenie do drugoligowego Rosario Central. Tam bez większych sukcesów spędził sześć miesięcy, po czym przedwcześnie wrócił do Lanús wskutek konfliktu z trenerem Héctorem Rivoirą.
Po powrocie do Lanús, González w wiosennym sezonie Clausura 2011 wywalczył z nim wicemistrzostwo Argentyny, jeszcze pozostając przeważnie rezerwowym ekipy. W późniejszym czasie został jednak kluczowym zawodnikiem środka pola i miał wielki wkład w sukcesy odnoszone przez zespół prowadzony przez Guillermo Barrosa Schelotto. W jesiennym sezonie Inicial 2013 zdobył z nim kolejny już tytuł wicemistrzowski, a równocześnie triumfował w drugich co do ważności rozgrywkach Ameryki Południowej – Copa Sudamericana. W 2014 roku zajął natomiast drugie miejsce w południowoamerykańskim superpucharze – Recopa Sudamericana oraz w rozgrywanym w Japonii turnieju Copa Suruga Bank. Ogółem barwy Lanús reprezentował przez siedem lat, będąc wyróżniającym się środkowym pomocnikiem ligi argentyńskiej.
Wiosną 2015 González – razem ze swoim kolegą klubowym Agustínem Marchesínem – za łączną sumę ośmiu milionów dolarów przeszedł do meksykańskiej drużyny Santos Laguna z siedzibą w Torreón. W tamtejszej Liga MX zadebiutował 9 stycznia 2015 w przegranym 1:2 meczu z Veracruz, wówczas także strzelając swoją pierwszą bramkę w lidze meksykańskiej. Z miejsca został podstawowym pomocnikiem zespołu i już w pierwszym, wiosennym sezonie Clausura 2015 zdobył z nim mistrzostwo Meksyku, a w tym samym roku wywalczył także krajowy superpuchar – Campeón de Campeones. W drużynie prowadzonej przez Pedro Caixinhę spędził w sumie półtora roku jako czołowy gracz rozgrywek. W lipcu 2016 powrócił jednak do ojczyzny, za sumę 2,4 miliona dolarów zasilając Racing Club de Avellaneda. Już miesiąc później zajął z nim drugie miejsce w Copa Bicentenario.

## Statystyki kariery
| Lanús           | 2007–2008 | Argentyna | Primera División   | 24  | 2  | — | —                  | CS + CL                  | 6  | 0   | 30  | 2  |
| Lanús           | 2008–2009 | Argentyna | Primera División   | 31  | 1  | — | —                  | CL                       | 5  | 1   | 36  | 2  |
| Lanús           | 2009–2010 | Argentyna | Primera División   | 3   | 0  | — | —                  | —                        | —  | —   | 3   | 0  |
| Rosario Central | 2010–2011 | Argentyna | Primera B Nacional | 10  | 1  | — | —                  | —                        | —  | —   | 10  | 1  |
| Lanús           | 2010–2011 | Argentyna | Primera División   | 11  | 0  | — | —                  | —                        | —  | —   | 11  | 0  |
| Lanús           | 2011–2012 | Argentyna | Primera División   | 15  | 1  | 1 | 0                  | CS + CL                  | 6  | 1   | 22  | 2  |
| Lanús           | 2012–2013 | Argentyna | Primera División   | 27  | 1  | — | —                  | —                        | —  | —   | 27  | 1  |
| Lanús           | 2013–2014 | Argentyna | Primera División   | 33  | 3  | 1 | 0                  | CS + CL                  | 20 | 2   | 54  | 5  |
| Lanús           | 2014      | Argentyna | Primera División   | 16  | 2  | — | —                  | RS + CSB + CS            | 4  | 0   | 20  | 2  |
| Santos Laguna   | 2014–2015 | Meksyk    | Liga MX            | 22  | 6  | 4 | 0                  | —                        | —  | —   | 26  | 6  |
| Santos Laguna   | 2015–2016 | Meksyk    | Liga MX            | 34  | 5  | 1 | 0                  | LMC                      | 6  | 1   | 41  | 6  |
| Racing Club     | 2016–2017 | Argentyna | Primera División   | 0   | 0  | — | —                  | —                        | —  | —   | 0   | 0  |
| Ogółem          |           |           |                    |     |    |   |                    |                          |    |     |     |    |
| Argentyna       | Argentyna | Argentyna | 170                | 11  | 2  | 0 | CS + CL + RS + CSB | 41                       | 4  | 213 | 15  |    |
| Meksyk          | Meksyk    | Meksyk    | 56                 | 11  | 5  | 0 | LMC                | 6                        | 1  | 67  | 12  |    |
| Ogółem          | Ogółem    | Ogółem    | Ogółem             | 226 | 22 | 7 | 0                  | CS + CL + RS + CSB + LMC | 47 | 5   | 280 | 27 |

Stan na 1 lipca 2016.
Legenda:
- CS – Copa Sudamericana
- CL – Copa Libertadores
- RS – Recopa Sudamericana
- CSB – Copa Suruga Bank
- LMC – Liga Mistrzów CONCACAF